# アルスナル港 (パリ)
アルスナル港（アルスナル貯水池）は、パリにある、河川交通の港である。サン・マルタン運河とセーヌ川とをつないでおり、ケ・ド・ラ・ラペとバスティーユ広場との間にある。かつては貨物輸送に用いられていたが、1983年からは娯楽用となっている。パリの運河網の一部であり、パリ4区とパリ12区との境界にある。
16世紀から19世紀の間、この場所に工廠（Arsenal）があったことが、港の名の由来である。
ラ・ヴィレット公園までサン・マルタン運河経由の観光船がある。

## 関連画像

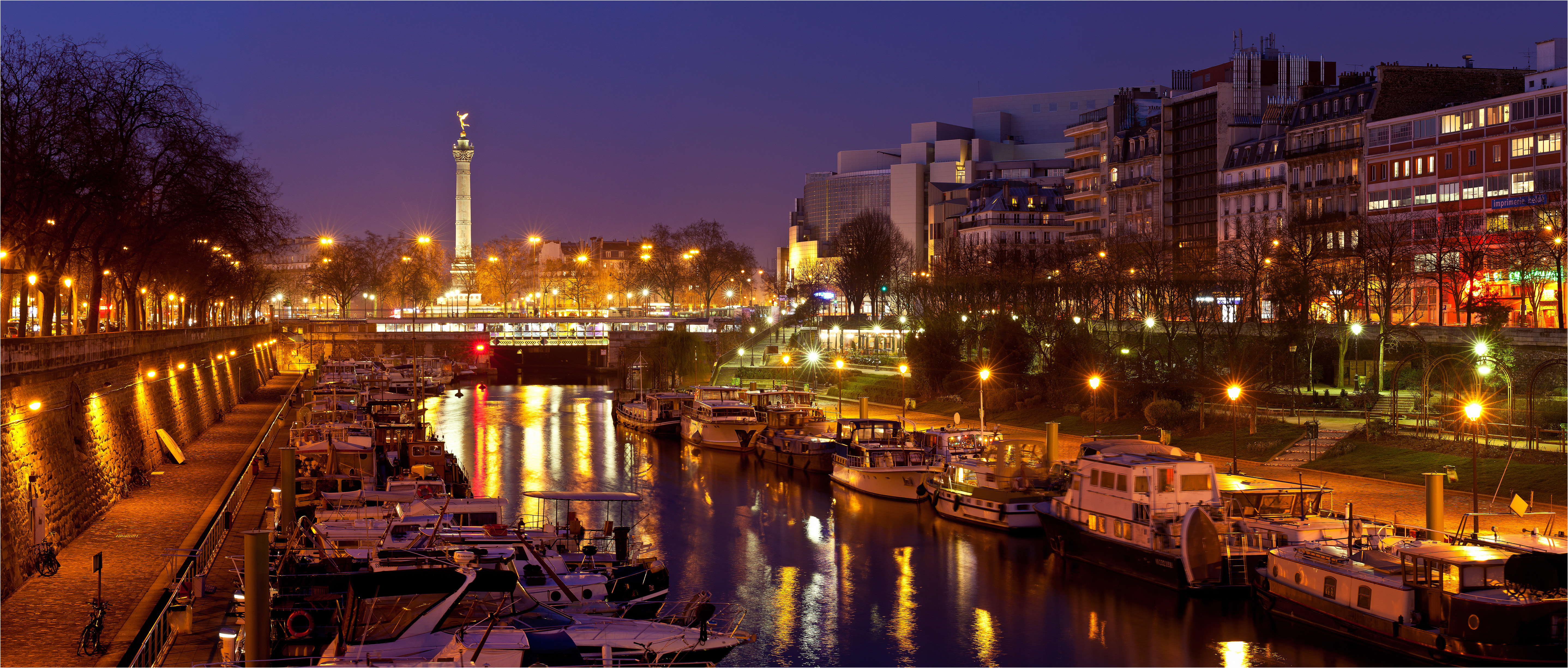
アルスナル港とバスティーユ広場
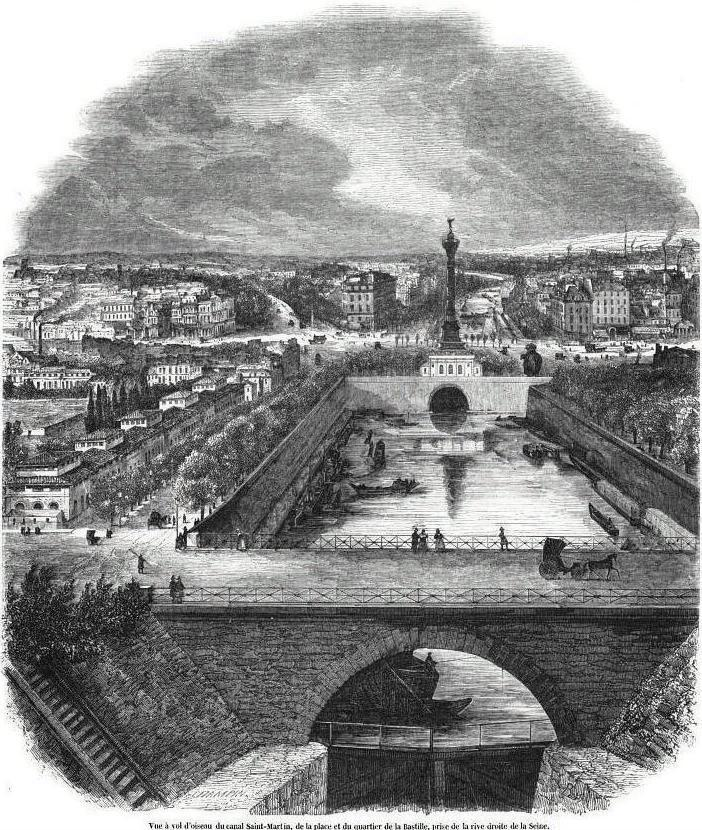
1845年当時のサン・マルタン運河
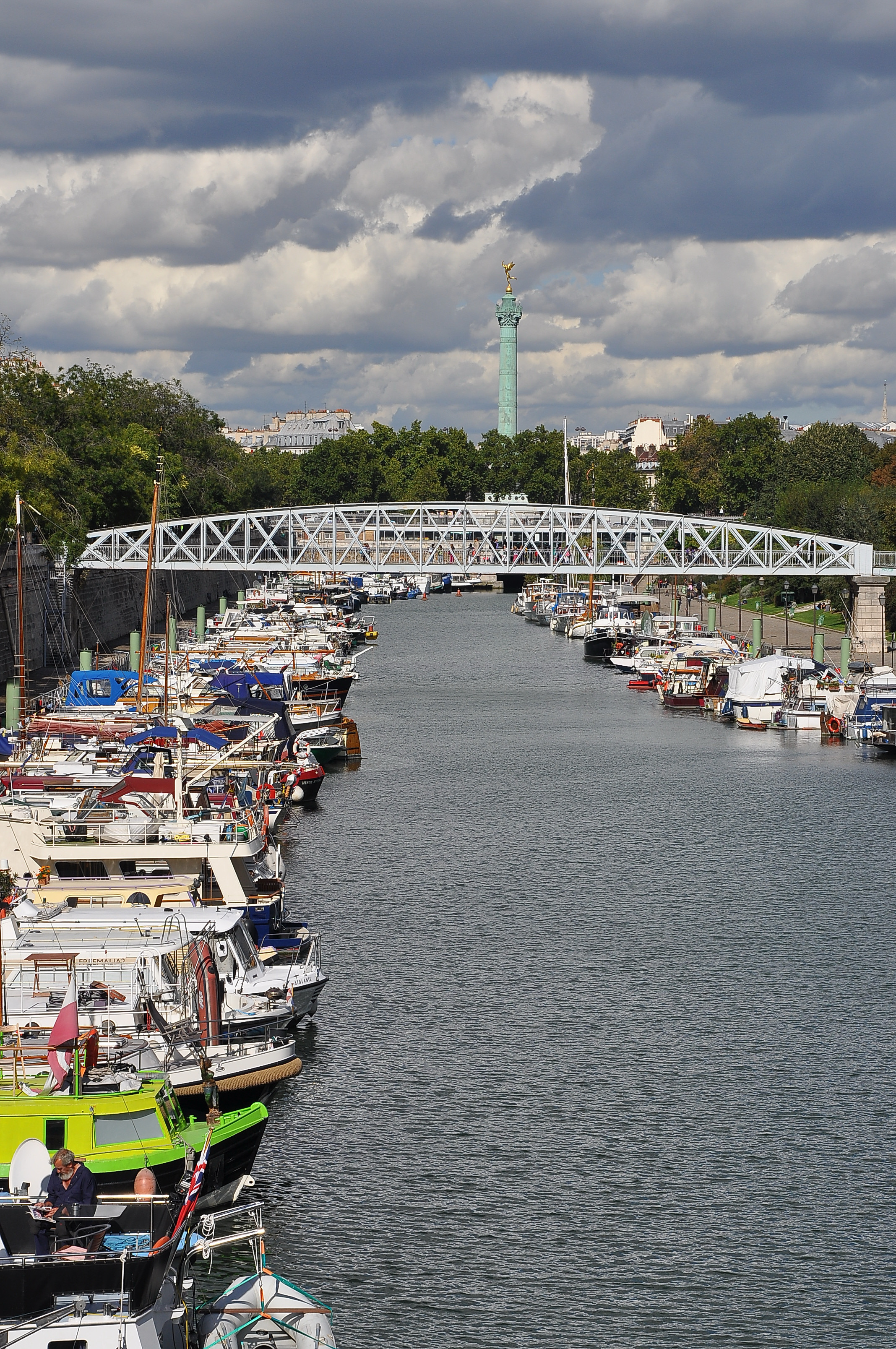
モルネー歩道橋
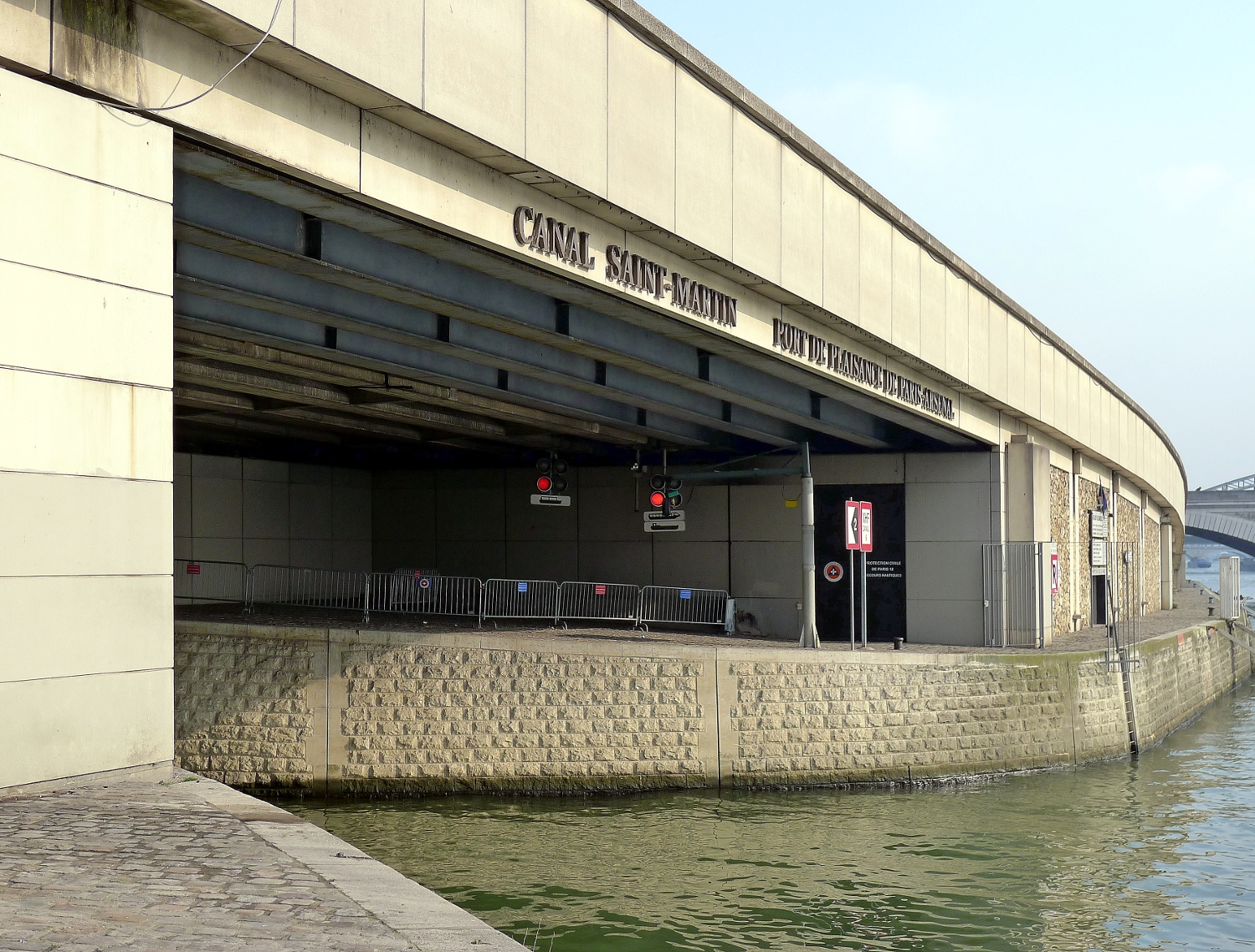
セーヌ川側入口
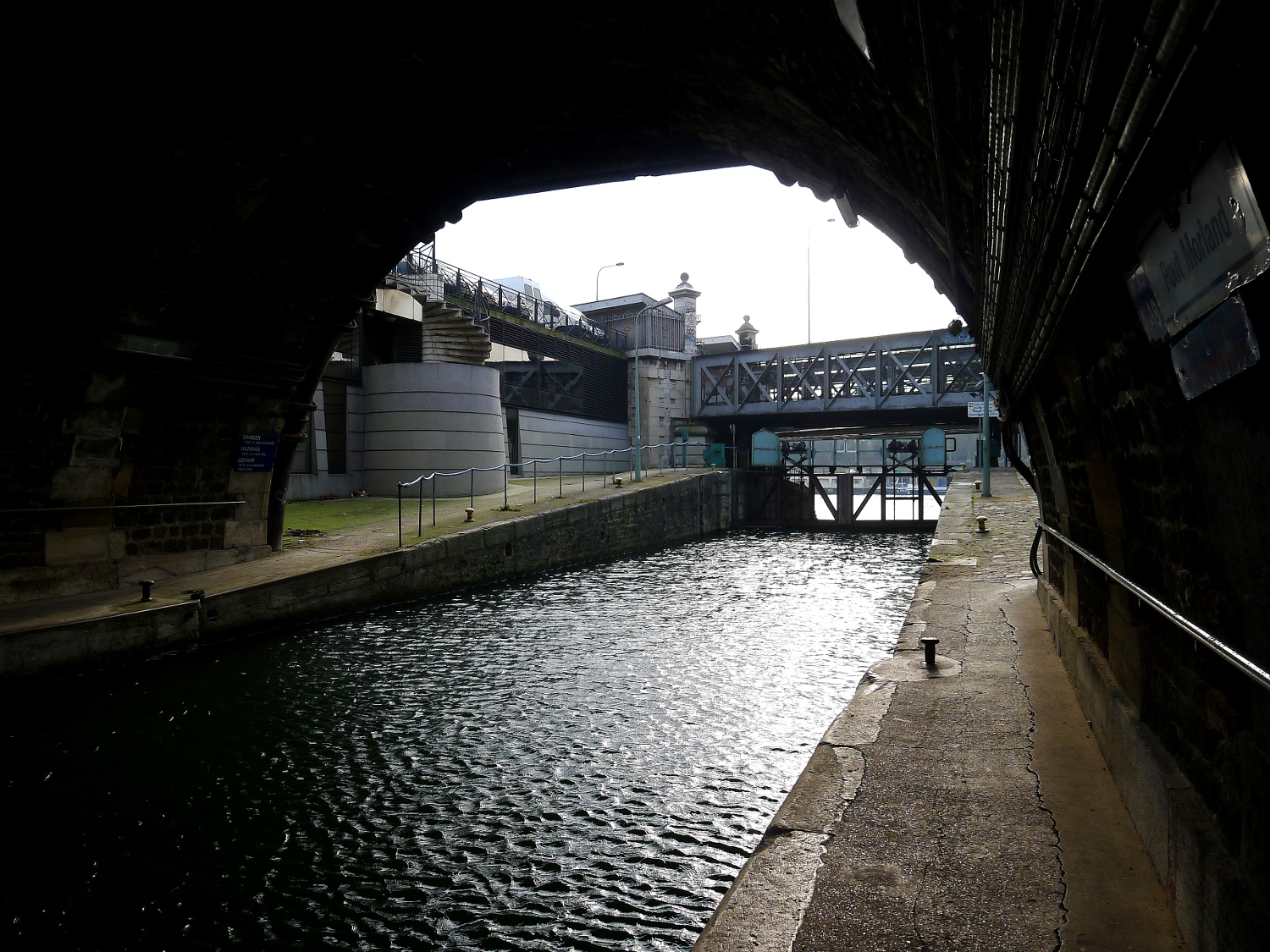
アルスナル閘門
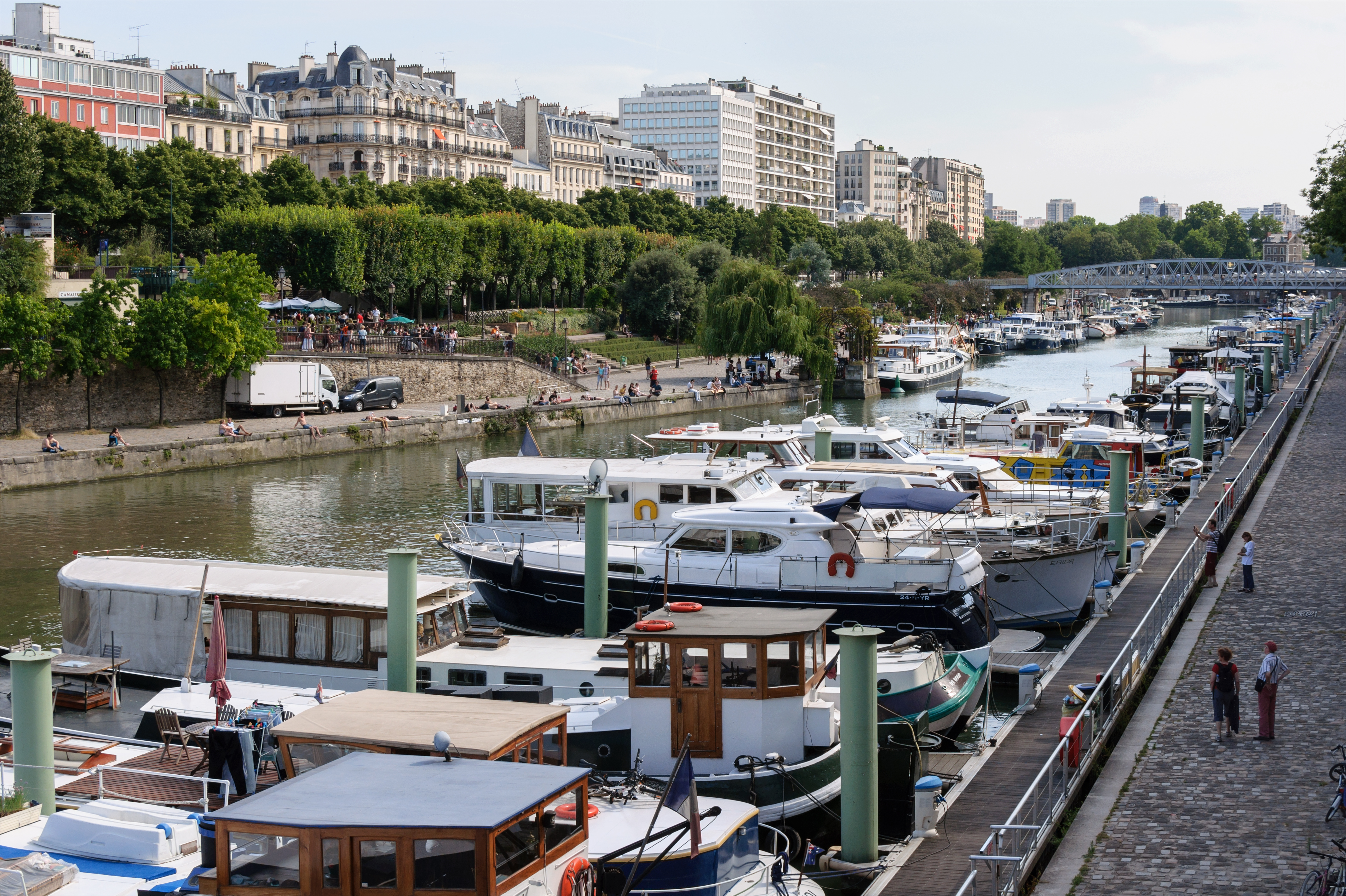
ブルドン大通りからの眺望